# LAD軽機関銃
LAD軽機関銃（ЛАД）は、ヴァシリー・フェドロヴィッチ・リュティ大尉の主導のもと、赤軍砲兵総局小火器・迫撃砲試験場（НИПСМВО、NIPSMVO）の設計者グループが1942年に設計した、7.62x25mmトカレフ弾を用いる実験的な軽機関銃である。
LAD軽機関銃は、短機関銃と小銃/軽機関銃の射程のギャップを埋める火器として考案された。当初は新型弾薬を開発する余裕がないとされたため、既存拳銃弾がそのまま使われた。しかし、ナチス・ドイツ製突撃銃およびその専用弾の影響を受けて本格的な中間弾薬の開発が改めて開始されたため、既存拳銃弾を用いる軽機関銃の開発は中止された。

## 名称
LADという名称は、主要な3人の設計者、すなわちリュティ（Лютый）、ニコライ・ミハイロヴィチ・アファナシエフ（Николай Михайлович Афанасьев）、ウラジーミル・セルゲイヴィチ・デイキン（Владимир Сергеевич Дейкин）の名の頭文字を取ったものである。正式にはTT拳銃弾仕様弾帯式軽量機関銃（Лёгкий пулемёт с ленточным питанием под пистолетный патрон ТТ）と呼ばれた。

## 歴史

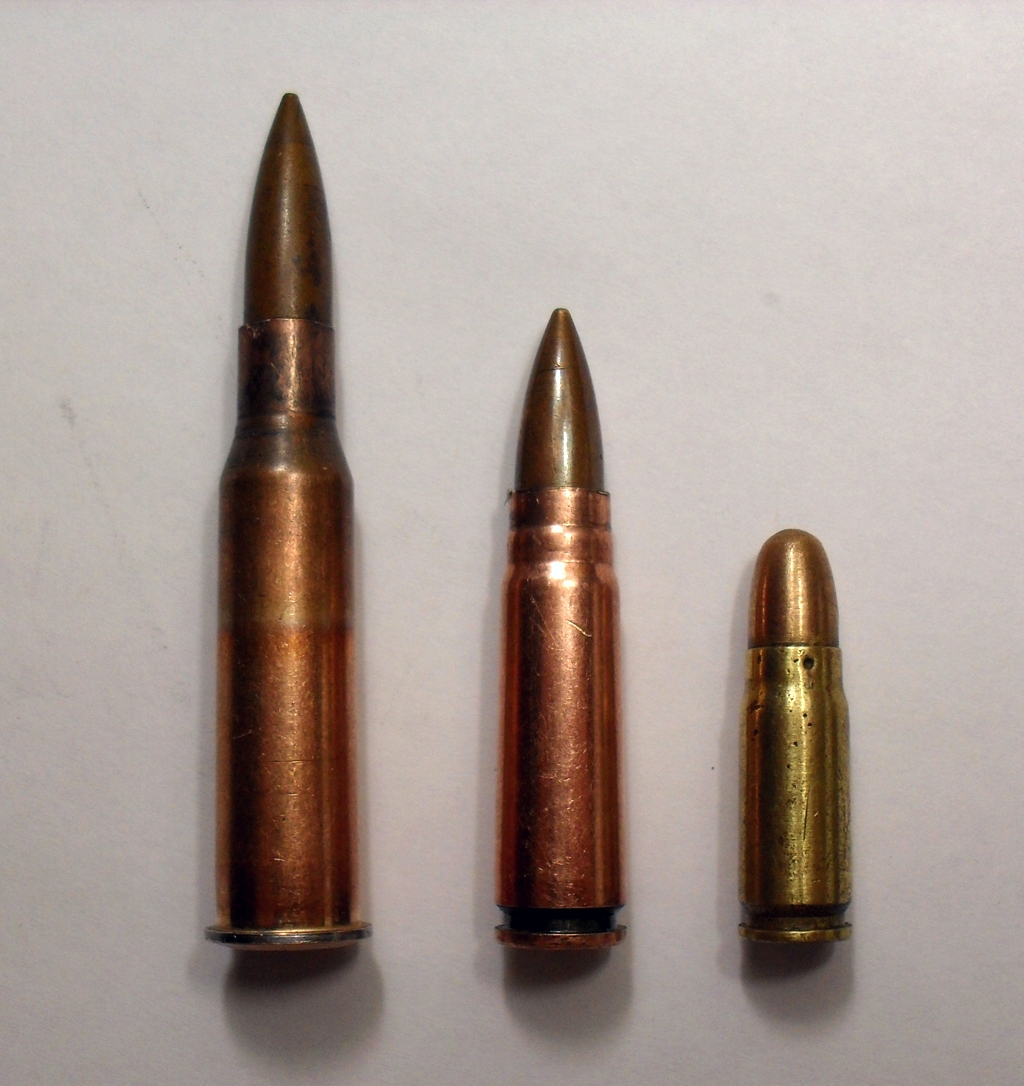
7.62x54mmR弾（小銃弾）
7.92x33mm弾（中間弾薬）
7.62x25mmTT弾（拳銃弾）

1942年、ソビエト連邦において、新型自動火器のコンセプトが発表された。この新型火器は小型軽量で、戦場における兵士の積極的な活動を可能とし、短機関銃よりも射程があり、短距離から中距離での戦闘に十分な性能を備えるものとされた。しかし、戦時下において新型弾薬を設計する時間的な余裕はなく、この時点では既存の拳銃弾7.62x25mmトカレフ弾を用いることとされた。この弾薬を使う自動式カービンは戦前から設計が試みられており、1942年には空挺軍からの要望もあって設計が活発化していた。
いくつか提出された試作銃を用いた試験結果自体はおおむね芳しいものだったが、砲兵総局はこの種の火器の開発に否定的な見解を示した。同時期、アレクセイ・スダエフが設計した新型短機関銃が、同じ弾薬を使いながらも弾倉容量で劣る半自動カービンより、火力に優れ有望な装備とみなされたためである。これに対し、短機関銃よりも火力に優れるものとして、「拳銃弾を使用する軽機関銃」という新たなコンセプトが提案された。新型軽機関銃は300m程度の距離で射撃を行うものとされ、短機関銃と従来型軽機関銃のギャップを埋める装備と位置づけられた。短機関銃は射撃距離が200mを超えると精度が著しく低下するが、比較的重い銃身や二脚などを備える軽機関銃であれば、同じ弾薬でも長射程が期待できるのである。1943年4月からプロジェクトが始まり、多数の設計案が提出された。この種の軽機関銃として最も成功したのが、LAD軽機関銃であった。
LAD軽機関銃は2丁が試作され、うち1丁を用いた1943年の試験について、委員会は次の2点を報告した。
1. 機関銃は、戦闘特性、操作特性、および信頼性の点で、満足のいく結果を示した。
2. 既存のTT拳銃弾は非力なため、機関銃としての戦闘特性が低下している一方、既存の短機関銃よりも機動性が劣り、この種の火器の開発の将来性は薄い。
これは短機関銃との比較を念頭に置いた評価であった。一方、軽機関銃として見た場合、LADはいくつかの点で優れていたものの、拳銃弾を用いることによる威力/射程の不足が大きな欠点となった。すなわち、LADは「軽量な軽機関銃」としても、あるいは「重い短機関銃」としても、高い評価を得ることはできなかった。
1942年末にドイツ製突撃銃MKb.42(H)が鹵獲された後、その特性を実現せしめた7.92x33mm弾への注目が集まり、改めて同種弾薬（中間弾薬）およびこれを用いる銃器の開発が始まったため、既存拳銃弾を用いる軽機関銃やカービン銃の計画は、1943年10月に中止されることとなった。1943年7月から設計が始まった新型弾薬は、9月に1943年式7.62mm弾（7,62-мм патрон обр .1943 года）、すなわちM43弾として採用された。以後はこの弾薬を用いて新型火器の開発が進められていくこととなる。
LAD軽機関銃の設計の一部は、後の銃器に影響を与えている。例えば、銃の下部に取り付け弾帯を収められる金属製弾倉は、RPD軽機関銃やPK機関銃、ニキチン機関銃などで採用された。機関部の構造も、カラシニコフ突撃銃を始めとする戦後のロシア製自動火器に影響を及ぼした。

## 設計
LAD軽機関銃は、ブローバック方式の自動火器だが、発射ガスを利用してボルトの加速を行っている。このユニークな機構は、比較的非力な拳銃弾を用いながら、弾帯による給弾を確実に行うべく取り入れられたものである。トリガーメカニズムは、DPM軽機関銃と同型のバネ式トリガーである。セレクティブファイア機能は搭載されていない。給弾は金属製弾帯によって行われる。この弾帯はドイツ製機関銃の影響を受けて設計されたもので、銃の下部に取り付けられる金属製弾倉に収められる。これにより、移動しながらの射撃が行えるようになった。レシーバーはプレス加工で成形されており、銃身の放熱筒と一体化している。銃口にはマズルブレーキが取り付けられている。